# Patrimonio neto
Patrimonio Neto es el valor total de una empresa una vez descontadas las deudas, es decir, es la diferencia entre el activo y el pasivo; por lo tanto se puede decir que es un concepto de carácter diferencial. Por esta misma razón las cuentas que integran al patrimonio neto son referidas como "cuentas diferenciales".

## Definición legal (España)

### Plan General de Contabilidad
Los elementos patrimoniales del balance se clasifican en el activo, el pasivo y el patrimonio neto. El patrimonio neto los componen los fondos propios y otras partidas que  pueden  aparecer en los balances de las empresas, fundamentalmente la partida que contenga los ajustes por valor razonable que deban ser imputados directamente al patrimonio neto y que penden de pasar en años futuros por la cuenta de pérdidas y ganancias.

### Efectos mercantiles
A los efectos de la distribución de beneficios, de la reducción obligatoria de capital social y de la disolución obligatoria por pérdidas de acuerdo con lo dispuesto en la regulación legal de las sociedades anónimas y sociedades de responsabilidad limitada en España, se considerará patrimonio neto el importe que se califique como tal conforme a los criterios para confeccionar las cuentas anuales, incrementado en el importe del capital social suscrito no exigido, así como en el importe del nominal y de las primas de emisión o asunción del capital social suscrito que esté registrado contablemente como pasivo. También a los citados efectos, los ajustes por cambios de valor originados en operaciones de cobertura de flujos de efectivo pendientes de imputar a la cuenta de pérdidas y ganancias no se considerarán patrimonio neto.

## Composición

### Aportes de los propietarios
Son el conjunto de aportes que los asociados realizan a favor de la sociedad, pueden ser en dinero o en especie. Constituyen unas de las principales fuentes de recursos, junto con los préstamos realizados por terceros y los resultados positivos de los ejercicios económicos, que la entidad empleará para poder conseguir sus fines. Se pueden dividir en dos tipos:
- Aportes capitalizados: Son aportes que han sido efectivamente realizados y ya se han integrado como parte del capital social.
- Aportes no capitalizados: Son aportes que han sido efectivamente realizados pero por diversos motivos todavía no forman parte del capital, por lo tanto se ubican provisionalmente en cuentas distintas a este. Está generalmente integrado por los siguientes conceptos:
  - Aportes Irrevocables: Son aportes para futuras suscripciones de capital, para ser considerados parte del patrimonio neto deben tener el carácter de irrevocables, es decir, que no puedan ser canceladas antes de que pasen a integrar el capital, caso contrario serán consideradas un pasivo.
  - Primas de Emisión: Son un sobreprecio que los nuevos accionistas deberán pagar para adquirir acciones de la sociedad. Tienen la finalidad de compensar el riesgo que afrontaron los accionistas más antiguos de la entidad.
  - Ajuste de Capital: Esta cuenta se utiliza en caso de ser necesario realizar un ajuste por inflación.

### Resultados Acumulados
Son los resultados obtenidos por la entidad durante el ejercicio o ejercicios económicos anteriores (Ganancia neta) que aún no se han utilizado o distribuido entre los accionistas como dividendos. Están integrados por los siguientes conceptos:
- Ganancias Reservadas: Son ganancias que por diversos motivos están afectadas a ser utilizadas para determinado fin y sólo pueden ser erogadas con el objetivo de cumplir dicho fin. Pueden ser de tres tipos:
  - Reserva Legal: Generalmente las sociedades están obligadas por ley a reservar cierto porcentaje de sus ganancias con el fin de poder afrontar gastos relacionados al concurso o quiebra de la entidad, en caso de que dicho evento ocurra fortuitamente.
  - Reserva Estatutaria: Son reservas que son afectadas ya que así lo dice el estatuto de la sociedad.
  - Reserva Facultativa: Estas ganancias se reservas por simple voluntad de la sociedad sin estar obligadas por nada o nadie.
- Resultados no asignados: Son resultados obtenidos por la entidad a los que todavía no se les ha asignado un uso o destino. Está integrado por los siguientes conceptos:
  - Resultado del ejercicio: Es el resultado (Ganancia o Pérdida) que ha obtenido la sociedad como consecuencia de las operaciones realizadas en el presente ejercicio económico.
  - Resultado de ejercicios anteriores: Son los resultados (Ganancia o Pérdida) que ha obtenido la sociedad como consecuencia de las operaciones realizadas en los ejercicios económicos anteriores al presente.
  - Ajuste de resultado de ejercicios anteriores: Esta cuenta se utiliza para realizar correcciones en las cuentas de resultados de ejercicios anteriores por errores u omisiones.

## En contexto de inflación
Cuando la economía en la que desempeña sus actividades la sociedad que lleva la contabilidad se encuentra bajo un contexto de inflación, es necesario realizar los correspondientes ajustes a los distintos conceptos que integran al patrimonio neto.
La realización de estos ajustes está reglada por la NIC N.º 29 emitida por el IASB. Según esta norma el ajuste contable deberá realizarse si la economía se encuentra en un contexto de hiperinflación, lo cual será oficial si se cumplan todas las siguientes condiciones:
- La población prefiere conservar su riqueza en forma de activos no monetarios, o bien en una moneda extranjera relativamente estable. Además, las cantidades en moneda local obtenidas son invertidas inmediatamente para evitar la pérdida de su poder adquisitivo.
- La población no toma en consideración las cantidades monetarias expresadas en moneda local, sino que las ve en términos de alguna moneda extranjera relativamente estable y es común que los precios se establezcan en esa otra moneda.
- Las ventas y compras a crédito tienen lugar a precios que compensan la pérdida del poder adquisitivo esperada durante el aplazamiento, incluso cuando este período es corto.
- Las tasas de interés, salarios y precios se ligan a la evolución de un índice de precios
- La tasa acumulada de inflación en tres años sobrepasa el 100%.[3]

Las cuentas que componen el patrimonio neto deben ser ajustadas teniendo en cuenta los índices de inflación, lo cual resultará en un aumento del monto de las mismas compensado con un resultado por inflación; esto será así para todas las cuentas del patrimonio neto excepto para la cuenta Capital Social, la cual no podrá aumentar su monto y por lo tanto se utilizará en su lugar la cuenta "Ajuste de Capital", la cual será considerada un aporte no capitalizado.

## Distinción entre Pasivo y Patrimonio Neto (Argentina)
Algunos conceptos integrantes del patrimonio presentan características correspondientes a tanto a la conceptualización de Pasivo como la de Patrimonio Neto, es por eso que no es difícil confundir las unas con las otras.La FACPCE (Federación Argentina de Consejos Profesionales de Ciencias Económicas) en su Resolución Técnica Nº17 expresa distinciones de los conceptos más difíciles de diferenciar. Algunos de estos conceptos son:

### Acciones preferidas rescatables
Éstas se consideran un pasivo cuando las cláusulas de emisión:
- Obligan al emisor a su rescate.
- Otorgan al tenedor el derecho a solicitar su rescate, por un importe determinado y en una fecha fija.

Las acciones preferidas rescatables a opción del emisor integran el patrimonio neto, siempre que esta opción no haya sido aplicada o no pueda ser efectivamente ejercida. 

### Aportes Irrevocables
Serán considerados parte del patrimonio neto siempre y cuando hayan sido efectivamente integrados y hayan sido aprobados por la asamblea de accionistas. Además deben surgir de un acuerdo escrito entre el aportante y el órgano de administración de la entidad, en el que se estipule que el aportante mantendrá su aporte, que el destino del aporte será su futura conversión a capital y las condiciones para dicha inversión. 
De no cumplirse estos requisitos serán considerados parte del pasivo.

### Aportes irrevocables para absorber pérdidas acumuladas
Serán parte del patrimonio neto modificando los resultados acumulados, los aportes efectivamente integrados, destinados a absorber pérdidas. Siempre que hayan sido aprobados por el órgano de administración de la entidad.

## Cálculo
A - P = PN
Activo - Pasivo = Patrimonio Neto
Ejemplos
```
         Activo = 24000  Pasivo = 8000  Patrimonio Neto = X
         Activo        - Pasivo       = Patrimonio Neto
         24000         - 8000         = 16000
```

```
         Activo = 54550  Pasivo = 34600  Patrimonio Neto = X
         Activo        - Pasivo        = Patrimonio Neto
         54550         - 34600         = 19950
```